# コンドルの翼
『コンドルの翼』（コンドルのつばさ）は、中島徳博による日本の漫画。『週刊少年ジャンプ』（集英社）において、1976年31号から同年45号まで連載された。

## 登場人物

### コンドル航空
火鳥剣太郎（ひどり けんたろう）
本作の主人公。
マヤ
コンドル航空のメンバー。
桔梗次郎（ききょう じろう）

鳥羽 翼（とば つばさ）

### その他の人物
博士（はかせ）

清河竜吉（きよかわ たつきち）

上原（うえはら）

津山義雄（つやま よしお）
平安製薬へのテロを予告した。
石川（いしかわ）

ジョン・ジェロニモ

ヘンリー・カニンガム

鳥羽機長（とばきちょう）

## 用語
コンドル航空（コンドルこうくう）

民族のキバ（みんぞくのキバ）
日野刑務所を占拠した。
平安製薬（へいあんせいやく）

帝国産業（ていこくさんぎょう）

蜂ノ巣地区（はちのすちく）

## 書誌情報
- 中島徳博『コンドルの翼』創美社〈ジャンプスーパーコミックス〉、全2巻 - ISBNはない
  1. 「ビッグ3出動す！の巻」1977年4月初版発行[3]
  2. 「ジャンボ機殺人事件!!の巻」1977年6月初版発行[4]